# The Kiss (1929)
The Kiss is een Amerikaanse dramafilm uit 1929 onder regie van Jacques Feyder. Het was de laatste stomme film van de filmstudio MGM.

## Verhaal
Irene is getrouwd met de zakenman Charles Guarry. Hij is veel ouder dan zij en ze is in feite niet verliefd op hem. Ze verkiest het gezelschap van André Dubail. Hij wil echter het huwelijk van Charles en Irene niet kapotmaken. Irene en André besluiten elkaar niet meer te ontmoeten. Dan gaat Irene om met Pierre Lassalle. Als Charles ziet dat Irene en Pierre elkaar een afscheidskus geven, ontstaan er problemen.

## Rolverdeling
| Acteur         | Personage       |
| -------------- | --------------- |
| Greta Garbo    | Irene Guarry    |
| Conrad Nagel   | André Dubail    |
| Holmes Herbert | Lassalle        |
| Anders Randolf | Charles Guarry  |
| Lew Ayres      | Pierre Lassalle |
| George Davis   | Durant          |